# Грат, Ладислав
Ладислав «Киев» Грат (словен. Ladislav "Kijev" Grat; 13 июня 1922 — 16 октября 2007) — югославский словенский партизан и писатель.

## Биография
Родился 13 июня 1922 года. На фронте Народно-освободительной войны Югославии с 1941 года, работал помощником слесаря на Люблянской железной дороге и состоял в Освободительном фронте Словении. Занимался диверсиями против немецких и итальянских оккупантов в составе диверсионной «тройки». Летом 1942 года был арестован, сбежал из тюрьмы и вступил в 11-й штирийский батальон, которым командовали Франц «Стане» Розман и Душан «Томаж» Кведер. С ними он служил позднее во 2-й группе партизанских отрядов, которая прошла всю Словению в боях.
Будучи пулемётчиком, Грат участвовал в сражении при Янче. Против итальянцев он сражался в знаменитой битве при Еленове-Жлебе, помогая 2-й группе партизанских отрядов, которая вместе с Розманом и Кведером прорывалась в Штирию и Корушку. Некоторое время Грат был политруком 1-го Корушского батальона. В 1944 году был призван в Главный штаб НОАЮ в Словении и произведён в офицеры, после чего назначен политруком танкового взвода при штабе. Чуть позже был направлен в авангард после командировки Розмана в Корушку. До конца войны был офицером связи между австрийскими и словенскими партизанами.
После войны был директором металлургического завода в Руше, запатентовав ряд технических новинок. В 1969 году им были изданы воспоминания «В метели» о его участии в Народно-освободительной войне Югославии.
Награждён орденом Партизанской Звезды 1 степени, орденом «За храбрость», медалью «Партизанская память» 1941 года и советским Орденом Красной Звезды.
О его смерти объявили 17 октября 2007 года представители объединения словенских ветеранов Народно-освободительной войны.